# Старокопилово
Старокопило́во (рос. Старокопылово) — село у складі Зоринського району Алтайського краю, Росія. Входить до складу Новозиряновської сільської ради.

## Населення
Населення — 98 осіб (2010; 135 у 2002).
Національний склад (станом на 2002 рік):
- росіяни — 89 %